# スナッカッタ経
『スナッカッタ経』（スナッカッタきょう、巴: Sunakkhatta-sutta, スナッカッタ・スッタ）とは、パーリ仏典経蔵中部に収録されている第105経。『善星経』（ぜんしょうきょう）とも。
類似の伝統漢訳経典としては、『身毛喜豎経』（大正蔵757）がある。
釈迦が、比丘スナッカッタ（善星）等に、慢心への警戒と精進の持続の重要性について説く。

## 構成

### 登場人物
- 釈迦
- スナッカッタ（善星） --- 比丘。後に仏道を放棄して還俗してしまったことが長部の第24経『パーティカ経』（波梨経）等に描かれている。

### 場面設定
ある時、釈迦はヴェーサーリーのマハーヴァナ （大林）に滞在していた。
そこに比丘スナッカッタ（善星）が訪ねてきて、解脱を果たしたと述べる比丘は多くいるが、本当かどうか問う。
釈迦は、一部の者は正しく解脱しているが、一部の者は偽っていると述べる。そして、欲に囚われる者は、それに縛られて他のものから離れるし、同じく欲に囚われる者を招き寄せる。それと同じことが禅定や涅槃にも言え、自ずとその差が明らかになることを指摘する。
更に、毒矢の治療で何度も薬を傷口に塗り直さなければならなくなる場合を例に出しつつ、慢心すれば、無明が再び生じ、涅槃が失われてしまうことになるので、解脱した後も、慢心せず、智慧を磨き、精進し続けていくことが重要であると説く。
比丘たちは歓喜する。

## 日本語訳
- 『南伝大蔵経・経蔵・中部経典3』（第11巻上） 大蔵出版
- 『パーリ仏典 中部（マッジマニカーヤ）後分五十経篇I』 片山一良訳 大蔵出版
- 『原始仏典 中部経典3』（第6巻） 中村元監修 春秋社